# Gerzensee
Gerzensee là một đô thị của huyện Bern-Mittelland, bang Bern, Thụy Sĩ. Đô thị này có diện tích 7,8 km², dân số năm tháng 12 năm 2018 là 1215 người.
Đô thị được đặt theo tên hồ Gerzensee.